# La Sonrisa
La Sonrisa és un suburbi de la ciutat de Maldonado, al sud-est de l'Uruguai. Limita amb Cerro Pelado al nord i amb Villa Delia al nord-oest. A l'oest es troba el cementiri municipal i el parc Chacra Brunett.

## Població
Segons les dades del cens de 2004, La Sonrisa tenia una població aproximada de 968 habitants.
| Any  | Població |
| ---- | -------- |
| 1996 | 228      |
| 2004 | 968      |
| 2011 | 1.562    |